# 小宮山博仁
小宮山 博仁（こみやま ひろひと、1949年8月25日-　）は、教育評論家。
東京都生まれ。中央大学商学部卒業後、私塾を開く。2005－2010年学研メソッド取締役。2011年学研エデュケーショナル顧問。

## 著書
- 『だれも言わなかった塾利用法 100%合格 これで偏差値はグングン上がる』主婦と生活社 21世紀ポケット 1989
- 『親子で学ぶ算数教室』三省堂 1991
- 『賢い学習塾の選び方』新評論 1991
- 『合格するsuper勉強法 高校入試5教科』主婦と生活社 21世紀ポケット 1991
- 『算数だいすき子育て法 算数ぎらいを克服する』倉多江美まんが 小学館 1991
- 『中学受験合格勉強法 学校・塾・家庭教師の間で お母さんの本』文化出版局 1991
- 『行かせてよい塾悪い塾』三省堂 1991
- 『親子で挑戦!算数11点アップ作戦』汐文社 1992
- 『学習塾のまじめな話 「できる子」よりも「わかる子」に』農山漁村文化協会 1992
- 『合格する塾しない塾 こんなところは行ってもムダ』扶桑社 1992
- 『学歴社会と塾 脱受験競争のすすめ』新評論 1993
- 『勉強する前に読む本 見かけの学力と本物の学力 お母さんの本』文化出版局 1993
- 『現代教育の常識を疑う 混迷する教育の疑問に答える』新評論 1994
- 『こんな塾はやめさせなさい "できる子"より"わかる子"に育てたい』ごま書房 ゴマ教育ブックス 1995
- 『早期教育をまじめに考える本』新評論 1995
- 『中学受験をまじめに考える本』新評論 1995
- 『よく学びよく遊ぶ子の育て方 子どもの学力を伸ばす母親作戦』ごま書房 ゴマ教育ブックス 1995
- 『わが子を算数大好きに変える本 算数でつまずかなければ勉強好きな子に育つ』ごま書房 ゴマ教育ブックス 1995
- 『これが本当の算数「超」勉強法 知能を伸ばす』ベル教育システム ベル教育ブックス 1996　のちwave出版
- 『小学生版「超」勉強法』WAVE出版 1996
- 『塾を120%利用する「超」勉強法』WAVE出版 1996
- 『塾・受験・学校 父母のための教育指針』新評論 1997
- 『親と子ではじめる社会にでて役立つ勉強法』アストロ教育システムあすとろ出版部 1998
- 『「学校スリム化」時代の中学生 学習塾を考える』日本放送出版協会 1998
- 『中学生版「超」勉強法 親子で読むラクラク高校受験RI成功法』WAVE出版 1998
- 『学級崩壊を起こさないクラスづくりへの処方箋』ぎょうせい 1999
- 『塾の力 21世紀の子育て』文春新書 1999
- 『面白いほどよくわかる小学校の算数 問題を解くとみるみる固い頭がやわらかくなる 学校で教えない教科書』日本文芸社 2000
- 『親子で伸ばす5・6さいさんすう力』学習研究社 2000
- 『親子で伸ばす小1～2さんすう力』学習研究社 2000
- 『塾 学校スリム化時代を前に シリーズ教育の挑戦』岩波書店 2000
- 『中学受験と学力』毎日新聞社 2000
- 『親子で学ぶ中学受験の算数』新評論 2001
- 『わが子に「ほんとうの学力」をつける本』サンマーク文庫　2001
- 『「塾」10倍活用法 知らなかった!親の心構えから勉強法まで』WAVE出版 2002
- 『学力を伸ばす魔法の家庭』WAVE出版 2003
- 『「算数」ここさえわかれば、必ず伸びる!』サンマーク文庫　2003
- 『大人に役立つ算数』文春新書 2004
- 『面白いほどよくわかる数学 柔軟な思考力と奇抜な発想力が身につく 学校で教えない教科書』日本文芸社 2004
- 『0歳～6歳で「本当の知能」を伸ばす本 間違った脳力開発法がまかり通る現状とその問題点』日本文芸社 パンドラ新書 2005
- 『脳をきたえる大人のための小学校の理科』東京書籍 2005
- 『子どもの「底力」が育つ塾選び』平凡社新書 2006
- 『中学受験と生きる力』日本評論社 2007
- 『新聞コラム活用術 本物の学力が身に付く』ぎょうせい 2009
- 『国語の教科書から消えた心に響く名作・名場面 読み伝えたい思い出の名著』日本文芸社 2013
- 『「活用型学力」を育てる本』ぎょうせい 2014

共編著
- 『人生を変える生涯学習の力』立田慶裕共編著 新評論 生涯学習ライブラリー 2004

## 参考
- [ISBN 978-4-537-26018-2]
- 『現代日本人名録』2002年